# チェッサルト
チェッサルト（伊: Cessalto）は、イタリア共和国ヴェネト州トレヴィーゾ県にある、人口約3,700人の基礎自治体（コムーネ）。

## 地理

### 位置・広がり

#### 隣接コムーネ
隣接するコムーネは以下の通り。括弧内のVEはヴェネツィア県所属を示す。
- チェッジャ (VE)
- キアラーノ
- モッタ・ディ・リヴェンツァ
- サルガレーダ
- サン・ドナ・ディ・ピアーヴェ (VE)
- サント・スティーノ・ディ・リヴェンツァ (VE)
- トッレ・ディ・モスト (VE)

### 気候分類・地震分類
気候分類では、zona E, 2353 GGに分類される。
また、イタリアの地震リスク階級 (it) では、zona 3 (sismicità bassa) に分類される。